# India a 2006. évi téli olimpiai játékokon
India az olaszországi Torinóban megrendezett 2006. évi téli olimpiai játékok egyik részt vevő nemzete volt. Az országot az olimpián 3 sportágban 4 sportoló képviselte, akik érmet nem szereztek.

## Alpesisí
Férfi
| Versenyző | Versenyszám      | 1. futam      | 1. futam      | 2. futam | 2. futam | Összesítés | Összesítés |
| Versenyző | Versenyszám      | Idő           | Hely.         | Idő      | Hely.    | Idő        | Helyezés   |
| --------- | ---------------- | ------------- | ------------- | -------- | -------- | ---------- | ---------- |
| Híra Lál  | Óriás-műlesiklás | nem ért célba | nem ért célba | kiesett  | kiesett  | kiesett    | kiesett    |

Női
| Versenyző    | Versenyszám      | 1. futam | 1. futam | 2. futam | 2. futam | Összesítés | Összesítés |
| Versenyző    | Versenyszám      | Idő      | Hely.    | Idő      | Hely.    | Idő        | Helyezés   |
| ------------ | ---------------- | -------- | -------- | -------- | -------- | ---------- | ---------- |
| Neha Áhúdzsa | Műlesiklás       | 55,45    | 54.      | 1:00,71  | 51.      | 1:56,16    | 51.        |
| Neha Áhúdzsa | Óriás-műlesiklás | 1:15,59  | 52.      | 1:25,72  | 42.      | 2:41,31    | 42.        |

## Sífutás
Férfi
| Versenyző            | Versenyszám | Selejtező | Selejtező | Negyeddöntő | Negyeddöntő | Elődöntő | Elődöntő | B döntő | B döntő | Döntő   | Döntő    |
| Versenyző            | Versenyszám | Idő       | Hely.     | Idő         | Hely.       | Idő      | Hely.    | Idő     | Hely.   | Idő     | Helyezés |
| -------------------- | ----------- | --------- | --------- | ----------- | ----------- | -------- | -------- | ------- | ------- | ------- | -------- |
| Bahádur Gurung Gupta | Sprint      | 2:43,30   | 78.       | kiesett     | kiesett     | kiesett  | kiesett  | kiesett | kiesett | kiesett | 78.      |

## Szánkó
| Versenyző    | Versenyszám | 1. futam | 1. futam | 2. futam | 2. futam | 3. futam | 3. futam | 4. futam | 4. futam | Összesítés | Összesítés |
| Versenyző    | Versenyszám | Idő      | Hely.    | Idő      | Hely.    | Idő      | Hely.    | Idő      | Hely.    | Idő        | Helyezés   |
| ------------ | ----------- | -------- | -------- | -------- | -------- | -------- | -------- | -------- | -------- | ---------- | ---------- |
| Siva Kesavan | Férfi egyes | 53,729   | 30.      | 52,972   | 28.      | 52,696   | 27.      | 52,540   | 26.      | 3:31,937   | 25.        |